# Jan Wojciech Borek
Jan Wojciech Borek (ur. ok. 1570, zm. 1630 w Poznaniu) – lekarz, burmistrz Poznania.

## Życiorys
Pochodził z rodziny aptekarskiej i był synem Adama i Zofii z Dicjuszów. Uczył się w poznańskim kolegium jezuickim i w tym okresie pisał, a nawet wydawał wiersze, z których do dziś dochowały się jedynie dwa, zawarte w zbiorach poetyckich studentów kolegium. Zachowane utwory zostały wydrukowane w 1593 w poznańskim wydawnictwie wdowy po Janie Wolrabie starszym. Studiował na Uniwersytecie w Krakowie i studia te ukończył jako doktor filozofii i medycyny. W 1599 był już ponownie w Poznaniu. Na rzecz matki i siostry, Anny Dominowskiej, zrezygnował ze spadku po ojcu. Był popularnym lekarzem, a jego praktyka cieszyła się dużym powodzeniem wśród mieszkańców. Od 1609 do 1616, corocznie, był wybierany do rady miejskiej (kadencje były wówczas roczne). Był rajcą, prowizorem i ławnikiem. Dwukrotnie (w latach 1611-1612 oraz 1614-1615) piastował funkcję burmistrza Poznania. Od 1612 do 1613 i od 1615 do 1616 był też wójtem miejskim. Podczas swoich rządów przyczynił się do poprawy warunków życia ubogich warstw ludności – 31 marca 1612 opracował (wraz z Janem Chróściejewskim), uchwalony potem statut o bezpłatnym leczeniu biednych mieszkańców Poznania.
W dniach 26 września – 9 października 1611 oraz 12 lutego – 27 marca 1615, jako poseł miejski, reprezentował interesy miasta Poznania na sejmach walnych w Warszawie. Szymon Starowolski w 1639 opisywał go jako cieszącego się sławą w Polsce lekarza-praktyka.
Jedna z hipotez mówi, że w 1588 król Zygmunt III uszlachcił go, ale nie potwierdzają tego żadne źródła.

## Rodzina
Jego dziad (Jan Ćwikała) pochodził z Borku i był tam poddanym. W 1586 jego stryj (Grzegorz z Borku) został uwolniony z poddaństwa przez Bnińskich. Miał brata ciotecznego, Sebastiana Dicjusza, od którego otrzymał część księgozbioru, który ten odziedziczył z kolei po rajcy i burmistrzu poznańskim, Łukaszu Dicjuszu – doktorze medycyny i filozofii. Jego siostrą była Anna Dominowska. 
Był żonaty z Katarzyną, córka Jana Schedla, poznańskiego pisarza ławniczego. Miał z nią dwóch synów i cztery córki. 